# Вики
Ви́ки (англ. wiki) — веб-сайт, данные которого пользователи могут самостоятельно изменять с помощью инструментов, предоставляемых самим сайтом. Форматирование текста и вставка различных объектов в текст производятся с использованием вики-разметки. В частности, на базе этих принципов построена Википедия и другие проекты Фонда Викимедиа.

## История
Впервые термин «вики» для описания веб-сайта был использован в 1995 году Уордом Каннингемом, разработчиком первой вики-системы WikiWikiWeb, «Портлендского хранилища образцов» программного кода, созданной 25 марта 1995 года, который заимствовал слово гавайского языка, означающее «быстрый». Каннингем объяснил выбор названия движка тем, что он вспомнил работника международного аэропорта Гонолулу, посоветовавшего ему воспользоваться вики-вики шаттлом — небольшим автобусом, курсировавшим между терминалами аэропорта. Каннингем же планировал сделать движок, позволявший пользователям максимально быстро редактировать и создавать статьи. Каннингем первоначально описал вики как «простейшую онлайн-базу данных, которая может функционировать». Позже этому слову был придуман английский бэкроним «What I Know Is…» («то, что я знаю, это…»).

## Сущность концепции вики

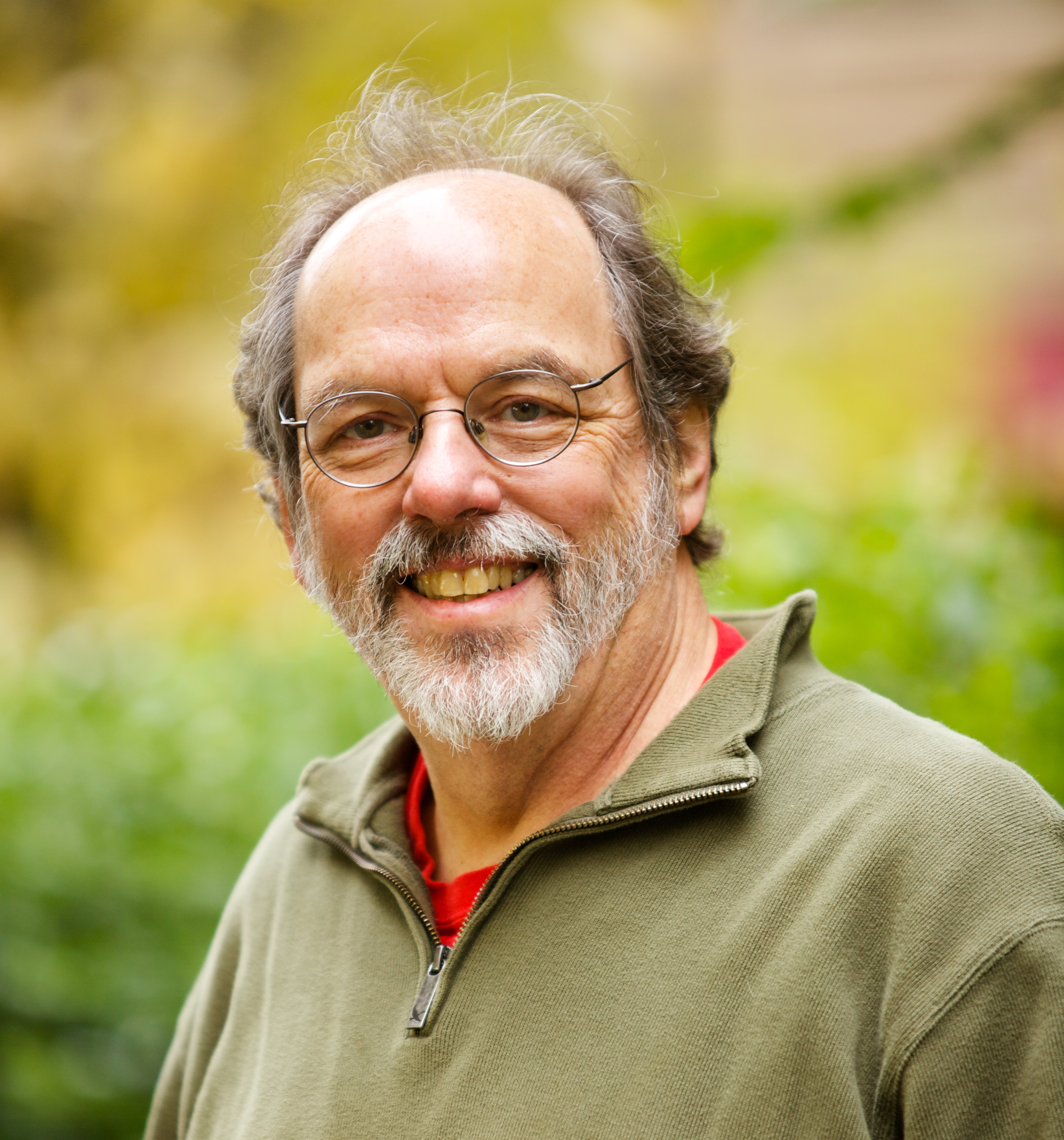
Уорд Каннингем, автор идеологии вики и создатель первого вики-движка

Уорд Каннингем и его соавтор Бо Леуф в книге The Wiki Way: Quick Collaboration on the Web описали сущность концепции вики следующим образом:
- Вики предлагает всем пользователям редактировать любую страницу или создавать новые страницы на вики-сайте, используя обычный веб-браузер без каких-либо его расширений.
- Вики поддерживает связи между разными страницами за счёт почти интуитивно понятного создания ссылок на другие страницы и отображения того, существуют данные страницы или нет.
- Вики не является тщательно изготовленным сайтом для случайных посетителей. Напротив, Вики стремится привлечь посетителей к непрерывному процессу создания и сотрудничества, который постоянно меняет вид сайта.

## Определяющие свойства
Вики характеризуется такими признаками:
- Возможность многократно править текст посредством самой вики-среды (сайта), без применения особых приспособлений на стороне редактора.
  - Особый язык разметки — так называемая вики-разметка, которая позволяет легко и быстро размечать в тексте структурные элементы и гиперссылки; форматировать и оформлять отдельные элементы[8].
  - Учёт изменений (версий) страниц: возможность сравнения редакций и восстановления ранних.
- Проявление изменений сразу после их внесения.
- Разделение содержимого на именованные страницы.
  - Гипертекст: связь страниц и подразделов сайта через контекстные гиперссылки.
- Множество авторов. Некоторые вики могут править все посетители сайта.

## Техническая основа

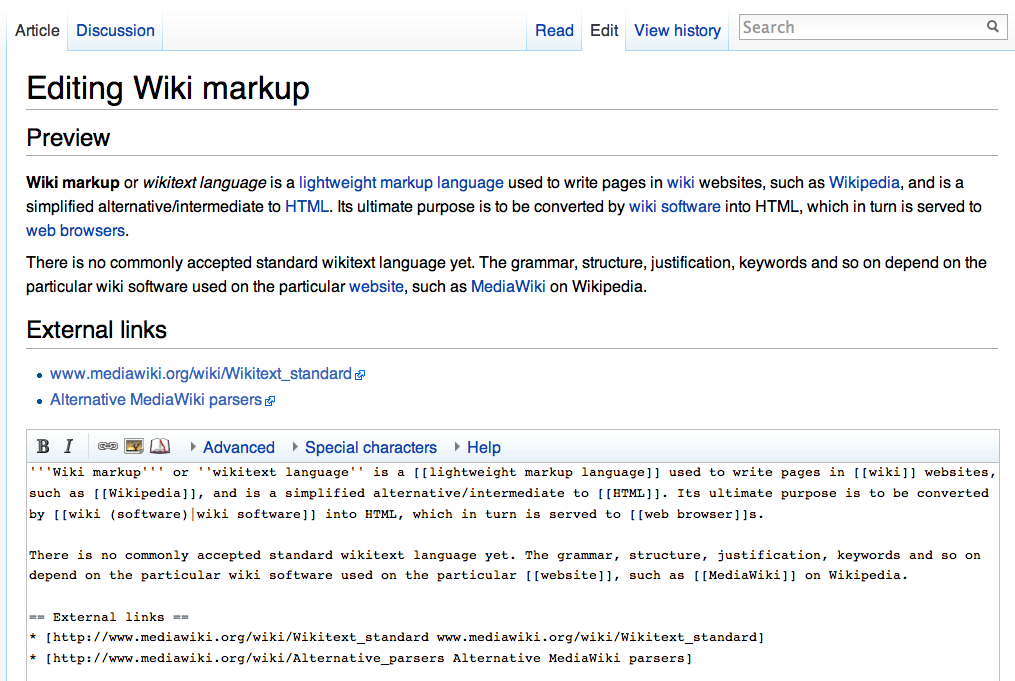
Редактирование вики-текста в «MediaWiki»

Для создания вики-среды необходимо особое ПО — движок вики. Это частный вид систем управления сайтом, довольно простой в своём устройстве и функциональности, поскольку почти все действия по структурированию и обработке содержимого делаются пользователями вручную.
Работа Википедии и других сайтов Фонда Викимедиа основана на движке MediaWiki.

## Особенности
Язык вики поддерживает гиперссылки для создания ссылок между вики-страницами и является более наглядным, чем HTML, и более безопасным, поскольку использование JavaScript и каскадных таблиц стилей ограничено.

## Вандализм
Многие вики позволяют изменять своё содержимое всем желающим, а не только зарегистрированным пользователям. Подобно тому, как стены зданий и заборы исписывают непристойными надписями и украшают рисунками граффити, в таких вики иногда портят содержимое или добавляют что-то неуместное. Но, в отличие от стен и заборов, в вики легко вернуть содержимое к ранней версии: исправлять легче, чем портить. Если же кто-либо настойчиво и намеренно стремится навредить пользователям вики-сайта, можно закрыть ему возможность вносить правки.